# Marcelo Zalayeta
Marcelo Danubio Zalayeta, född 5 december 1978 i Montevideo, är en uruguayansk fotbollsspelare som sedan 2011 spelar som anfallare för Peñarol. Zalayeta hade tidigare flera framgångsrika år i Juventus där han blev italiensk mästare tre gånger, och spelade över 100 seriematcher totalt. 
Han spelade för Uruguays landslag från 1997 till 2005. Den främsta meriten i landslaget var när han vann en silvermedalj i Copa América 1999. I U-20-VM 1997 vann han en silvermedalj.